# Edme Mongin
Edme Mongin (Baroville, gener de 1668 – Bazas, Aquitània, França, 5 de maig de 1746) va ser un predicador i bisbe francès de Bazas. Va néixer a Baroville i va morir, als 78 anys, a Bazas. Era fill d'Etienne Mongin i Anne Bailly.
El 1708 fou nomenat membre de l'Acadèmia Francesa. Fou preceptor del duc de Borbó i del comte de Charolais. Entre d'altres, pronuncià l'oració fúnebre de Lluís XIV l'any 1715 i el panegíric de sant Vicenç de Paül l'any 1737 amb motiu de la seva canonització.
Va ser nomenat bisbe de Bazas el 1724, confirmat el 29 de gener de 1725, i va ser consagrat al març per Henri de Nesmond, arquebisbe de Tolosa. Va ser l'abat comendatari de Sant Martí, Autun, des de 1708.
El 1745, un any abans de la seva mort, publicà totes les seves obres.